# Hiya Chyjladze
Hiya Chyjladze –en ucraniano, Гія Чихладзе– (9 de mayo de 1986) es un deportista ucraniano que compite en lucha libre. Ganó una medalla de bronce en el Campeonato Europeo de Lucha de 2013, en la categoría de 74 kg.

## Palmarés internacional
| Campeonato Europeo | Campeonato Europeo | Campeonato Europeo | Campeonato Europeo |
| Año                | Lugar              | Medalla            | Categoría          |
| ------------------ | ------------------ | ------------------ | ------------------ |
| 2013               | Tiflis (Georgia)   | Medalla de bronce  | 74 kg              |